# Liste der Mitglieder des Landtags von Waldeck-Pyrmont 1855–1856
Diese Liste nennt die Liste der Mitglieder des Landtags von Waldeck-Pyrmont 1855–1856.
1852 verabschiedete Fürst Georg Victor die Verfassungsurkunde für die Fürstentümer Waldeck und Pyrmont. Damit wurde ein neues Wahlrecht bestimmt und 1855 der zweite Landtag nach diesem Wahlrecht gewählt. Gewählt wurden 15 Abgeordnete in indirekter Wahl in Mehrpersonenwahlkreisen. Diese Wahlkreise entsprachen den vier Landkreisen, wobei je Kreis vier Abgeordnete gewählt wurden. Ausnahme war Pyrmont, wo drei Abgeordnete gewählt wurden. Rechtsgrundlage der Wahl war das Wahlgesetz vom 17. August 1852 (Wald. Reg. Bl., S. 163).

## Liste der Abgeordneten
Die so bestimmten Abgeordneten waren:
| Wahlbezirk           | Abgeordneter                   | Anmerkungen |
| -------------------- | ------------------------------ | ----------- |
| Kreis der Twiste     | Wilhelm Engelhard              |             |
| Kreis der Twiste     | Wolrad Schumacher              |             |
| Kreis der Twiste     | Carl Steineck                  |             |
| Kreis der Twiste     | Christian Pröpper              |             |
| Kreis des Eisenbergs | Wilhelm Schleicher             |             |
| Kreis des Eisenbergs | Johannes Friedrich Emde        |             |
| Kreis des Eisenbergs | Heinrich Langenbeck            |             |
| Kreis des Eisenbergs | Christian Friedrich Biederbick |             |
| Kreis der Eder       | Philipp Wagener                |             |
| Kreis der Eder       | August Wirths                  |             |
| Kreis der Eder       | Karl Koch                      |             |
| Kreis der Eder       | Wilhelm Schumann               |             |
| Kreis Pyrmont        | Adolph Windel                  |             |
| Kreis Pyrmont        | Friedrich Hastenpflug          |             |
| Kreis Pyrmont        | Wilhelm Gleisner               | Präsident   |